# Agrotis punica
Agrotis punica là một loài bướm đêm trong họ Noctuidae.